# Перес Сентенат, Сесар
Сесар Перес Сентенат (исп. César Pérez Sentenat; 18 ноября 1896, Гавана — 4 мая 1973, там же) — кубинский пианист и композитор.

## Биография
В 1913—1922 годах учился в парижской Schola Cantorum у Морица Мошковского и Хоакина Нина. По возвращении в Гавану стал профессором фортепиано и гармонии в кубинской Национальной консерватории. Вместе с Гонсало Роигом и Эрнесто Лекуоной стоял у истоков Гаванского симфонического оркестра. В 1949—1952 годах курировал музыкальное образование в Министерстве просвещения Кубы. С 1961 года возглавлял музыкальную школу в гаванском районе Гуанабакоа. Среди учеников Переса Сентената, в частности, Хорхе Луис Пратс и известный американский пианист Орасио Гутьеррес. В композиторском наследии Переса Сентената преобладают фортепианные сочинения (в том числе «Кубинская сюита») и песни.